# Heckler & Koch MP5
De Heckler & Koch MP5 (van het Duits: Maschinenpistole 5, "machinepistool 5") is een 9mm machinepistool van Duits ontwerp, ontwikkeld in de jaren 60 door een team ingenieurs van de Duitse handvuurwapenfabrikant Heckler & Koch GmbH (H&K) in Oberndorf am Neckar.
De MP5 is een van de meest gebruikte machinepistolen in de wereld, het wordt gebruikt door een groot aantal overheidsdiensten. In de jaren 90 ontwikkelde Heckler & Koch de Heckler & Koch UMP een opvolger van de MP5, hoewel deze in productie bleef.

## Ontwikkeling
De ontwikkeling begon rond 1964 door Heckler & Koch (HK) onder de naam HK MP54. In 1966 werd het wapen in gebruik genomen door de Duitse politie en kustwacht als de MP5. In 1976 werd de korte versie MP5K uitgebracht. Een voorbeeld bij de ontwikkeling van de MP5 was de Israëlische Uzi-pistoolmitrailleur. 
Het wapen werd in de loop der jaren steeds aangepast, zo kwam er een versie met geluiddemper en werd het wapen praktischer in gebruik. De stalen handgreep werd vervangen door een beter hitte isolerende van plastic. Het wapen benodigt zoals veel pistolen 9x19mm Parabellum munitie. Het werd door veel landen aangeschaft voor politie, beveiliging en speciale eenheden. Gebruikers zijn onder andere de Belgische en Nederlandse politie (bewakings eenheid (BE)), Duitse politie en kustwacht, Britse politie en elite-SAS-eenheden, Amerikaanse politie, SWAT, FBI, Amerikaanse leger, Aanhoudings- en Ondersteuningsteams, de Dienst Koninklijke en Diplomatieke Beveiliging en de Landelijke Bijzondere Bijstandseenheid van Nederland. 
De MP5 is het secundaire wapen van Nederlandse Arrestatieteams en Koninklijke Marechaussee en wordt gereed gehouden als verzet met vuurwapens verwacht wordt. Ook zijn de Brand- en Traangaseenheden (BraTra) van de Mobiele Eenheid getraind in het gebruik van het wapen.
Relatief vaak wordt de naam van dit wapen gespeld als "MP-5" (met een streepje). Deze spelwijze is, zoals bevestigd door Heckler & Koch, incorrect. Ook de namen van de variaties op dit wapen (zoals de MP5A3) worden nog weleens met streepje geschreven (bijvoorbeeld "MP-5A3). Ook deze spelwijze is incorrect.

## Specificaties
- Kaliber: 9x19mm Parabellum (ook .40S&W en 10mm Auto)
- Gewicht (leeg): 2,54 kg
- Lengte: 680 mm
- Lengte loop: 225 mm
- Vuursnelheid: 800 schoten per minuut
- Magazijn: 15/30/40/50 patronen, 16, 31, 41 en 51 wanneer doorgeladen